# Pagoda Huqiu

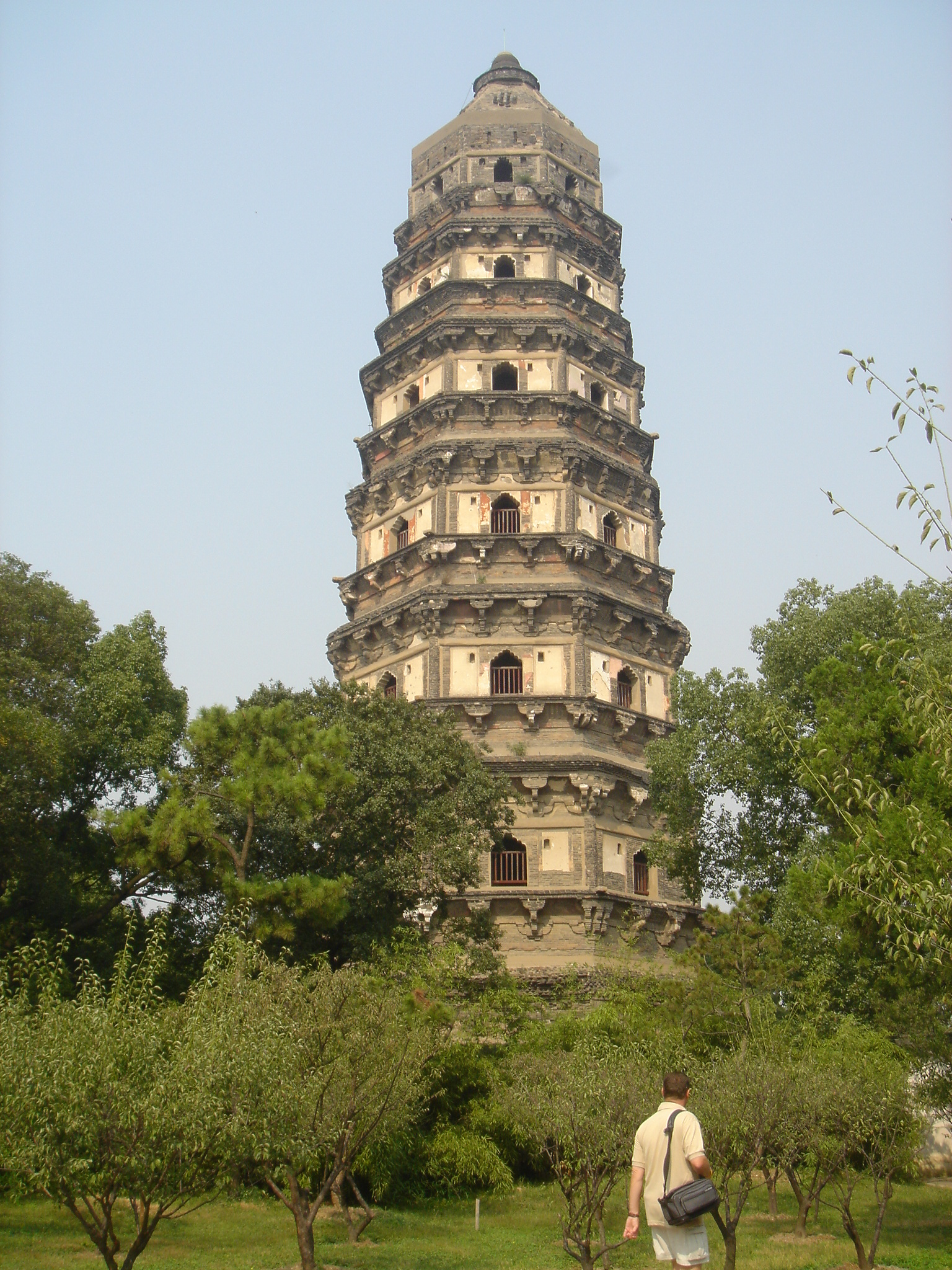
Pagoda Huqiu

Pagoda Huqiu (chiń. 虎丘塔; pinyin Hŭqiū tǎ), nazywana także Pagodą świątyni Yunyan (chiń. 云岩寺塔; pinyin Yúnyán sì tǎ) – zabytkowa pagoda, znajdująca się na Tygrysim Wzgórzu (虎丘, Huqiu) w mieście Suzhou w chińskiej prowincji Jiangsu.
Zbudowana w latach 959-961 ośmiokątna, ceglana pagoda ma 47,5 m wysokości i składa się z siedmiu pięter. Stanowiła pierwotnie część kompleksu nieistniejącej już świątyni Yunyan. Na każdym piętrze znajdują się podcienie, otwarte na każdym z ośmiu boków pagody. W pagodzie nie ma jednak schodów, a na wyższe piętra wchodzi się po drabinach.
Pagoda cieszy się sławą „chińskiej Krzywej Wieży”. W czasach dynastii Ming zaczęła odchylać się od pionu. Obecnie jest odchylona o 3.5° w kierunku północnym, jednakże podczas prac renowacyjnych przeprowadzonych w 1957 roku fundamenty zostały uzbrojone i budowli nie grozi już zawalenie. Podczas wspomnianej renowacji we wnętrzu pagody odkryto również liczne artefakty z czasów Pięciu Dynastii i Dziesięciu Królestw oraz dynastii Song, m.in. brązowe figurki Buddy, zwoje sutr i wyroby z celadonu.